# Злодеи
«Злодеи» (англ. Villains) — американский художественный фильм в жанре комедии ужасов 2019 года режиссёров Дэна Берка и Роберта Ольсена. Премьера состоялась на фестивале South by Southwest 9 марта 2019 года. Фильм вышел в прокат США 20 сентября 2019 года.

## Сюжет
Пара грабителей Микки и Джули проникают в загородный дом, где в подвале находят маленькую девочку. В это время возвращаются владельцы дома, которые пойдут на всё, чтобы сохранить свой секрет.

## В ролях
- Билл Скарсгард — Микки
- Майка Монро — Джули
- Джеффри Донован — Джордж
- Кира Седжвик — Глория
- Блейк Баумгартнер
- Ной Роббинс

## Критика
Фильм получил в основном положительные оценки кинокритиков. На сайте Rotten Tomatoes имеет 85 % положительных рецензий на основе 67 отзывов со средней оценкой 7,1 из 10.